# Mala Kunia
Mala Kunia is een studioalbum van Tangerine Dream. Het bevat opnamen in de nieuwe samenstelling en werd door de band aangegeven als een start van "The Quantum Years", een nieuwe periode. Die periode bleek van korte duur want Edgar Froese overleed in januari 2015. De cupdisc werd uitgegeven als voorafje van de tournee door Australië, die TD zou houden. Mala en Kunia zijn twee legendarische aboriginalstammen die zou hebben geleefd leefden rond Ayers Rock (Uluru).

## Musici
- Edgar Froese, Thorsten Quaeschning, Ulrich Schnauss – synthesizers, elektronica
- Hoshiko Yamane – elektrische viool

## Muziek
| Nr. | Titel                                      | Duur |
| --- | ------------------------------------------ | ---- |
| 1.  | Shadow and sun (Schnauss, Froese)          | 7:54 |
| 2.  | Madagaskunia (Froese)                      | 6:51 |
| 3.  | Madagasmala (Schanuss, Froese)             | 7:04 |
| 4.  | Beyond Ulura (Froese)                      | 7:49 |
| 5.  | Vision of the blue birds (Froese)          | 8:39 |
| 6.  | Snake men’s dance at dawn (Froese)         | 5:51 |
| 7.  | Power of the rainbow serpent (Quaeschning) | 8:03 |

CD1: Das romantische Opfer ·
CD2: Fallen Angels ·
CD3: Choice ·
CD4: Flame ·
CD5: A Cage in Search of a Bird ·
CD6: Zeitgeist EP ·
CD7: The Gate of Saturn ·
CD8: Mona da Vinci ·
CD9: Machu Picchu ·
CD10: Josephine the mouse singer ·
CD11: Mala Kunia ·
CD12: Quantum key